# 芒特卡梅爾縣區 (伊利諾伊州沃巴什縣)
芒特卡梅爾鎮區（英語：Mount Carmel Precinct）是位於美國伊利諾伊州沃巴什縣的一個縣區。

## 地方資料
根據2010年美國人口普查的數據，芒特卡梅爾鎮區的面積為98.33平方千米，當中陸地面積為95.92平方千米，而水域面積為2.41平方千米。當地共有人口8389人，而人口密度為每平方千米85.31人。